# Орман (Клуж)
Орман (рум. Orman) насеље је у Румунији у округу Клуж у општини Иклод. Oпштина се налази на надморској висини од 328 m.

## Становништво
Према подацима из 2002. године у насељу је живело 659 становника, од којих су сви румунске националности.